# 岡田兼一
岡田 兼一（おかだ かねかず、1882年（明治15年）4月 - 1960年（昭和35年）7月24日）は、日本の外交官。駐南アフリカ連邦公使。

## 経歴
山形県出身。東京外国語学校（現在の東京外国語大学）や東京専門学校（現在の早稲田大学）で学んだ。1916年（大正5年）、外交官及領事官試験に合格し、広州に領事官補として赴任した。以後外務事務官、通商局第二課勤務、臨時平和条約事務局勤務、イギリス大使館三等書記官、スウェーデン公使館三等書記官、同二等書記官、ストックホルム領事、牛荘領事・関東庁事務官、安東領事・朝鮮総督府事務官、間島総領事・朝鮮総督府事務官を歴任した。1932年（昭和7年）にホノルル総領事に転じ、1934年（昭和9年）からは外務省文化事業部長を務めた。1938年（昭和13年）、駐南アフリカ連邦公使に就任した。
1941年（昭和16年）に退官した後は、青島居留民団長となった。

## 栄典
- 1940年（昭和15年）8月15日 - 紀元二千六百年祝典記念章[4]